# Rio Clăbucetul
O Rio Clăbucetul é um rio da Romênia, afluente do Izvorul Vacii, localizado no distrito de Sibiu.